# Federico Confalonieri
Federico Confalonieri (Milano, 6 ottobre 1785 – Hospental, 10 dicembre 1846) è stato un patriota italiano.

## Biografia
Nato in una famiglia di rango comitale e devota all'Austria, da Vitaliano e Antonia dei marchesi Casnedi, fin da giovane appoggiò l'ideale dell'Italia unita.
Nel 1806 sposò Teresa Casati, che condivise i suoi progetti e lo aiutò durante i tanti infortuni della sua vita. Dal matrimonio nacque un solo figlio, Francesco (14 agosto 1807 - 2 giugno 1813), che morì in circostanze misteriose, fatto che diede adito a molti pettegolezzi.
Confalonieri era uno dei grandi magnati lombardi, di nobile e antica casata, potente sotto gli Asburgo e sotto Napoleone. Sebbene fosse stato nominato come senatore del Regno d'Italia, Confalonieri non apprezzava il regime napoleonico, del quale fu sempre critico. Negli ultimi giorni dell'esperienza napoleonica in Italia, egli fu uno dei principali artefici dei moti di piazza del 20 aprile 1814, che portarono alla dissoluzione del Senato milanese e alla morte del ministro Prina. Quello stesso anno, prese parte alla spedizione diplomatica italiana a Parigi, con la speranza di riuscire a mantenere in vita uno stato italiano indipendente: le aspettative della rappresentazione italiana furono ampiamente deluse e i vari incontri con i diplomatici e regnanti europei servirono solo a confermare che il destino dell'Italia fosse di finire sotto il dominio austriaco. Durante la missione diplomatica, si tenne in contatto con la moglie e narrandole degli incontri fatti, espresse il proprio scetticismo con la celebre frase:
Poi passò i successivi quattro anni a difendersi dalle accuse di aver organizzato l'assalto al Senato e l'uccisione del Prina. Ad esempio, il 28 marzo 1815 scrisse una lettera a Francesco Melzi d'Eril, protestando la propria innocenza. Questi gli rispose:
Dopo la Restaurazione partecipa alla nascita del periodico letterario Il Conciliatore ed aderisce alla Carboneria. Risulta essersi iscritto a delle logge massoniche, fece infatti parte della Massoneria, essendo stato iniziato in Inghilterra nel settembre 1818. Propugnò alcune riforme progressiste in ambito economico e sociale ed allo scoppio dei moti del 1820-21, organizzati da Piero Maroncelli e Silvio Pellico, viaggiò in varie parti della Lombardia e partecipò attivamente all'insurrezione. Il 13 dicembre dello stesso anno venne arrestato nella sua dimora dalla polizia austriaca e fu condannato a morte sotto l'inquisizione del magistrato Antonio Salvotti, pena poi commutata nell'ergastolo da scontare nella prigione asburgica dello Spielberg, presso Brno, la stessa sorte toccata a Maroncelli e Pellico, a seguito del loro celebre processo.
La pena gli venne commutata nel 1835 nella deportazione in America. Lasciò il carcere dello Spielberg l'11 dicembre 1835 per raggiungere Vienna dove si sottopose ad un'energica cura medica prima di essere trasferito, nel marzo 1836, a Gradisca d'Isonzo in attesa dell'imbarco per gli Stati Uniti. A Gradisca tentò di far rimandare la sua partenza per l'America adducendo motivi di salute. Evitò quindi di partire con altri otto deportati che furono imbarcati sul brigantino Ussaro e salparono da Trieste il 5 agosto 1836. Durante l'estate frequentò le terme di Monfalcone. Ad ottobre fu sottoposto ad una nuova visita medica e venne imbarcato sul brigantino Ippolito col quale lasciò Trieste il 29 novembre 1836 per sbarcare a New York il 21 febbraio 1837. Nello stesso anno tornò clandestinamente in Italia, poi passò per Francia (da dove venne espulso), Belgio e Svizzera. Animatore del liberalismo antiaustriaco, nel 1839 prese casa a Mendrisio facendo valere un antico diritto di patriziato, ma dopo un breve soggiorno riparò a Parigi. Morì improvvisamente durante un viaggio di trasferimento tra la capitale transalpina e la Lombardia.
A Parigi il 31 luglio 1841 aveva sposato Sofia O'Ferral (Copenaghen 1813 - Blevio 22 settembre 1868), di origini irlandesi.
In una lettera a Silvio Pellico datata 16 ottobre 1841 così la descrive: "Questa fanciulla, ch'ora è mia buona, affettuosa e cara Consorte, ha 30 anni, è nata in Inghilterra ed è di famiglia ora Danese, ma di origine Irlandese emigrata come cattolica per causa di Religione al principio dello scorso secolo. Parla l'Inglese, il Danese, il Tedesco ed il Francese come sue lingue, e l'Italiano come una lingua d'adozione. È assai religiosa di credenza e di pratica, e disingannata e schiva del mondo, quanto il sono io. Ama la solitudine, ossia la vita ritirata, ama il bene, ama i buoni di tutti i paesi, ha amato me perché mi ha creduto buono, – ed in ciò si è ingannata, – ama te perché lo sei, ed ha amato ed ammirato innanzi tutto la mia Teresa perché lo era eminentemente, né si è in ciò certo ingannata. Essa chiamasi di nome Sofia, di cognome O' Ferrall d'Annaly, provincia che da' suoi antenati possedevasi con quasi regio dominio. È picciola di taglia, bruna di capegli e di occhi, ha figura piuttosto Italiana o Spagnola che Nordica, non è bella ma non ha diffetti. Dopo tutto ciò se tu non la conosci ancora non saprei più come meglio fartela conoscere che col condurtela"

### I funerali
Le esequie, semplici, furono celebrate a Milano nella chiesa di San Fedele dove intervenne il flore della cittadinanza che assistette «dignitosa [...] colla coscienza di dare un tributo di riverenza al defunto, di essere intorno a quella bara rappresentante di un'intiera nazione». La polizia austriaca, non aspettandosi tanta folla, mandò sulla piazza il funzionario Luigi Bolza che spiò e prese nota di tutti coloro che erano intervenuti alle esequie. La stessa polizia, 
essendo corsa voce che le Società dei nobili e dei borghesi si proponevano di erigere per sottoscrizione un monumento al Confalonieri, fece chiamare i presidenti di queste Società, ai quali minacciò di chiudere i loro circoli.
Sempre in occasione delle esequie e del permesso concesso dalla polizia di trasportare la salma a Muggiò per seppellirla a fianco della prima moglie Teresa Casati nel Mausoleo Casati Stampa di Soncino, la Direzione generale di polizia di Venezia, così scriveva in una circolare riservata:
«È morto nella Svizzera giorni sono il noto conte Federico Gonfalonieri, amnistiato politico, che stava por ritornare da Parigi a Milano, sua patria. È da presumersi che questo avvenimento verrà annunciato dalla stampa periodica e che i giornali del partito radicale della Svizzera e della Francia ne faranno soggetto di loro articoli secondo le loro tendenze, quando pure il già condetenuto Andryane, suo enfatico apologista, non gli componesse un'esagerata apologia, siccome fece non fa molto tempo il decesso Pietro Maroncelli. Io reputo pertanto opportuno, signor Commissario Superiore, di chiamare non solo la di lei attenzione in tutto ciò che per avventura fosse per comparire alla luce relativamente a questo soggetto, ma di invigilare solertemente altresì sui discorsi, trattenimenti e qualsiasi dimostrazione che fosse costì per farsi; e che il di lei zelo vorrà adoperare della opportuna circospezione per rendermi informato nel caso d'interessante emergenza».

## Albero genealogico
|                                               |                                    |                                                  | Genitori                                           |  |  | Nonni |  |  | Bisnonni                                     |  |  | Trisnonni                                   |  |
|                                               |                                    |                                                  |                                                    |  |  |       |  |  | Ansperto Confalonieri, II conte Confalonieri |  |  | Federico Confalonieri, I conte Confalonieri |  |
|                                               |                                    |                                                  |                                                    |  |  |       |  |  | Ansperto Confalonieri, II conte Confalonieri |  |  | Federico Confalonieri, I conte Confalonieri |  |
|                                               |                                    | Anna Maria Ferrario                              |                                                    |  |  |       |  |  | Ansperto Confalonieri, II conte Confalonieri |  |  |                                             |  |
| Eugenio Confalonieri, III conte Confalonieri  |                                    |                                                  |                                                    |  |  |       |  |  | Ansperto Confalonieri, II conte Confalonieri |  |  |                                             |  |
|                                               |                                    | Maria Margareta von Strattmann                   | Anton Franz von Strattmann, conte von Strattman    |  |  |       |  |  |                                              |  |  |                                             |  |
|                                               |                                    | Maria Margareta von Strattmann                   | Anton Franz von Strattmann, conte von Strattman    |  |  |       |  |  |                                              |  |  |                                             |  |
|                                               |                                    | Maria Margareta von Strattmann                   | Antonia Maria Theresia von Preysing                |  |  |       |  |  |                                              |  |  |                                             |  |
| Vitaliano Confalonieri, IV conte Confalonieri |                                    | Maria Margareta von Strattmann                   |                                                    |  |  |       |  |  |                                              |  |  |                                             |  |
|                                               |                                    | Gaspare Biglia, marchese del Sacro Romano Impero | Vitaliano Biglia, marchese del Sacro Romano Impero |  |  |       |  |  |                                              |  |  |                                             |  |
|                                               |                                    | Gaspare Biglia, marchese del Sacro Romano Impero | Vitaliano Biglia, marchese del Sacro Romano Impero |  |  |       |  |  |                                              |  |  |                                             |  |
|                                               |                                    | Gaspare Biglia, marchese del Sacro Romano Impero | Giovanna Cusani Visconti                           |  |  |       |  |  |                                              |  |  |                                             |  |
| Anna Biglia                                   |                                    | Gaspare Biglia, marchese del Sacro Romano Impero |                                                    |  |  |       |  |  |                                              |  |  |                                             |  |
|                                               |                                    | Francesca Visconti                               | Giandomenico Visconti, marchese di San Giorgio     |  |  |       |  |  |                                              |  |  |                                             |  |
|                                               |                                    | Francesca Visconti                               | Giandomenico Visconti, marchese di San Giorgio     |  |  |       |  |  |                                              |  |  |                                             |  |
|                                               |                                    | Francesca Visconti                               | Bianca da Rho                                      |  |  |       |  |  |                                              |  |  |                                             |  |
| Federico Confalonieri, V conte Confalonieri   |                                    | Francesca Visconti                               |                                                    |  |  |       |  |  |                                              |  |  |                                             |  |
|                                               | Ottavio Casnedi, marchese di Nesso | Francesco Maria Casnedi                          |                                                    |  |  |       |  |  |                                              |  |  |                                             |  |
|                                               | Ottavio Casnedi, marchese di Nesso | Francesco Maria Casnedi                          |                                                    |  |  |       |  |  |                                              |  |  |                                             |  |
|                                               | Ottavio Casnedi, marchese di Nesso | Ippolita Secchi                                  |                                                    |  |  |       |  |  |                                              |  |  |                                             |  |
| Francesco Maria Casnedi, marchese di Nesso    | Ottavio Casnedi, marchese di Nesso |                                                  |                                                    |  |  |       |  |  |                                              |  |  |                                             |  |
|                                               |                                    | Beatrice Durini                                  | Gian Giacomo Durini, conte di Monza                |  |  |       |  |  |                                              |  |  |                                             |  |
|                                               |                                    | Beatrice Durini                                  | Gian Giacomo Durini, conte di Monza                |  |  |       |  |  |                                              |  |  |                                             |  |
|                                               |                                    | Beatrice Durini                                  | Margherita Visconti                                |  |  |       |  |  |                                              |  |  |                                             |  |
| Antonia Casnedi                               |                                    | Beatrice Durini                                  |                                                    |  |  |       |  |  |                                              |  |  |                                             |  |
|                                               |                                    | Gerolamo Casati, conte di Borgolavezzaro         | Carlo Casati, conte di Borgolavezzaro              |  |  |       |  |  |                                              |  |  |                                             |  |
|                                               |                                    | Gerolamo Casati, conte di Borgolavezzaro         | Carlo Casati, conte di Borgolavezzaro              |  |  |       |  |  |                                              |  |  |                                             |  |
|                                               |                                    | Gerolamo Casati, conte di Borgolavezzaro         | Gerolama Pozzobonelli                              |  |  |       |  |  |                                              |  |  |                                             |  |
| Maria Casati                                  |                                    | Gerolamo Casati, conte di Borgolavezzaro         |                                                    |  |  |       |  |  |                                              |  |  |                                             |  |
|                                               |                                    | Antonia Casati                                   | Filippo Casati                                     |  |  |       |  |  |                                              |  |  |                                             |  |
|                                               |                                    | Antonia Casati                                   | Filippo Casati                                     |  |  |       |  |  |                                              |  |  |                                             |  |
|                                               |                                    | Antonia Casati                                   |                                                    |  |  |       |  |  |                                              |  |  |                                             |  |
|                                               |                                    | Antonia Casati                                   |                                                    |  |  |       |  |  |                                              |  |  |                                             |  |